# Понте ди Леньо
Понте ди Леньо (на италиански: Ponte di Legno, на местния диалект Понт) е малък град и община в Северна Италия.

## География
Градът се намира в област (регион) Ломбардия на провинция Бреша. Той е алпийски планински курорт. Разположен е на река Ольо. Население 1797 жители от преброяването през 2007 г.

## Побратимени градове
- Реко, Италия